# Jens Ulbricht
Jens Ulbricht (ur. 1 grudnia 1939 w Hamburgu) – niemiecki lekkoatleta, sprinter, wicemistrz Europy z 1966. W czasie swojej kariery reprezentował Republikę Federalną Niemiec.
Specjalizował się w biegu na 400 metrów. Na pierwszych europejskich igrzyskach halowych w 1966 w Dortmundzie zdobył złoty medal w  sztafecie 4 × 2 okrążenia (w składzie: Jörg Jüttner, Rainer Kunter, Hans Reinermann i Ulbricht).
Zdobył srebrny medal w sztafecie 4 × 400 metrów na mistrzostwach Europy w 1966 w Budapeszcie (sztafeta RFN biegła w składzie: Friedrich Roderfeld, Ulbricht, Rolf Krüsmann i Manfred Kinder).
Ulbricht był mistrzem RFN w biegu na 400 metrów w 1965. Był również halowym mistrzem RFN w sztafecie 4 × 400 metrów w 1964, a także halowym wicemistrzem w biegu na 400 metrów w 1962 i brązowym medalistą na tym dystansie w 1961.